# Machtilshausen
Machtilshausen ist ein Gemeindeteil des Marktes Elfershausen im unterfränkischen Landkreis Bad Kissingen in Bayern.

## Geographische Lage
Das Pfarrdorf Machtilshausen liegt südwestlich von Elfershausen an der Bundesstraße 287, die in nordöstlicher Richtung nach Euerdorf und Bad Kissingen und in südwestlicher Richtung nach Hammelburg führt sowie bei Machtilshausen mit der Bundesautobahn 7 die Anschlussstelle Hammelburg 97 bildet. Die A 7 verläuft westlich von Machtilshausen in Nord-Süd-Richtung.
Nordöstlich und südlich des Ortes erstreckt sich das aus drei Teilen bestehende rund 252 ha große Naturschutzgebiet Trockengebiete bei Machtilshausen.

## Geschichte
Die erste Erwähnung von Machtilshausen stammt aus dem Jahr 788 im Rahmen einer Schenkung durch den Adeligen Matto, der sein an der Fränkischen Saale befindliches Kloster der Abtei Fulda überließ. Aus dem Jahr 824 stammt eine Erwähnung des Ortes als „Mattholfeshusen“.
Im Jahr 1488 wurde das „Schreinersch-Haus“ errichtet. Das in spätgotischem Fachwerk erbaute Bauernhaus wurde vom Verein für Gartenbau, Brauchtum- und Heimatpflege Machtilshausen als heimatgeschichtliches Dokument wiederhergestellt.
Im Jahr 1502 entstand die erste Kirche des Ortes. Der Unterbau dieses frühen Kirchenbaus ist Bestandteil der heutigen St.-Jakobus-Kirche, deren Langschiff später entstand. Machtilshausen, das zunächst Filalort der Pfarrei Langendorf gewesen war, wurde im Jahr 1863 eigene Pfarrei. Die Stiftung eines eigenen Frühmessbenefiziums durch den Amtmann Conrad von Steinau auf der Trimburg und seinen Bruder Heinrich im Jahr 1427 lässt vermuten, dass es bereits zu dieser Zeit eine Kapelle im Ort gab. Im Jahr 1478 entstand am Standort der heutigen Heilig-Kreuz-Kapelle ein Vorgängerbau in Form einer Holzkapelle; die heutige Heilig-Kreuz-Kapelle selbst wurde 1730–1733 errichtet. Der Machtilshausener Pfarrer war auch für Feuerthal; seit 1970 ist der Pfarrer von Fuchsstadt auch für Machtilshausen zuständig.
Am 1. Juli 1971 wurde Machtilshausen im Zuge der Gebietsreform in Bayern ein Gemeindeteil von Elfershausen.
Am 3. Oktober 2008 trat Machtilshausen er Pfarrgemeinschaft „Saalekreuz“ bei.

## Baudenkmäler
In der Liste der Baudenkmäler in Elfershausen sind für Machtilshausen 17 Baudenkmäler aufgeführt.